# Daniel Mullback
Daniel Mullback (* 14. října 1982, Falun, Švédsko) je švédský hudebník, který od roku 1999 do roku 2012 působil jako bubeník ve švédské metalové skupině Sabaton. V roce 2012 nastaly ve skupině velké personální změny a všichni členové kromě Joakima Brodéna a Pära Sundströma tehdy kapelu opustili. Důvodem odchodu byla dlouhá a vyčerpávající turné. Bývalí členové včetně Mullback následně na to založili svojí vlastní skupinu Civil War. S tou má Mullback prozatím na kontě čtyři studiová alba.